# Rompo contigo
Rompo contigo es una canción escrita e interpretada por la cantante y compositora mexicana Paty Cantú incluida en su cuarto álbum de estudio 333. Fue lanzada el día 26 de agosto del 2016 a través de plataformas digitales y el vídeo musical se publicó dos semanas después en su cuenta VEVO de su canal de YouTube.

## Lista de canciones

### Descarga digital
- 'Rompo contigo' - 3:43[5]

## Posicionamiento en listas
| Lista                              | Mejor posición |
| ---------------------------------- | -------------- |
| Estados Unidos (Billboard Hot 100) | 25             |
| Estados Unidos (Latin Pop Songs)   | 8              |
| México (Mexico Espanol Airplay)    | 37             |

### Anuales
| País   | Certificador   | Lista         | Mejor posición |
| 2016   | 2016           | 2016          | 2016           |
| ------ | -------------- | ------------- | -------------- |
| México | Monitor Latino | Top pop anual | 24             |

## Historial de lanzamiento
| Región | Fecha                | Formato                     | Discográfica     | Ref.  |
| ------ | -------------------- | --------------------------- | ---------------- | ----- |
| México | 26 de agosto de 2016 | Descarga digital, Streaming | EMI Music Latino | [ 9 ] |